# Plume (Geologie)

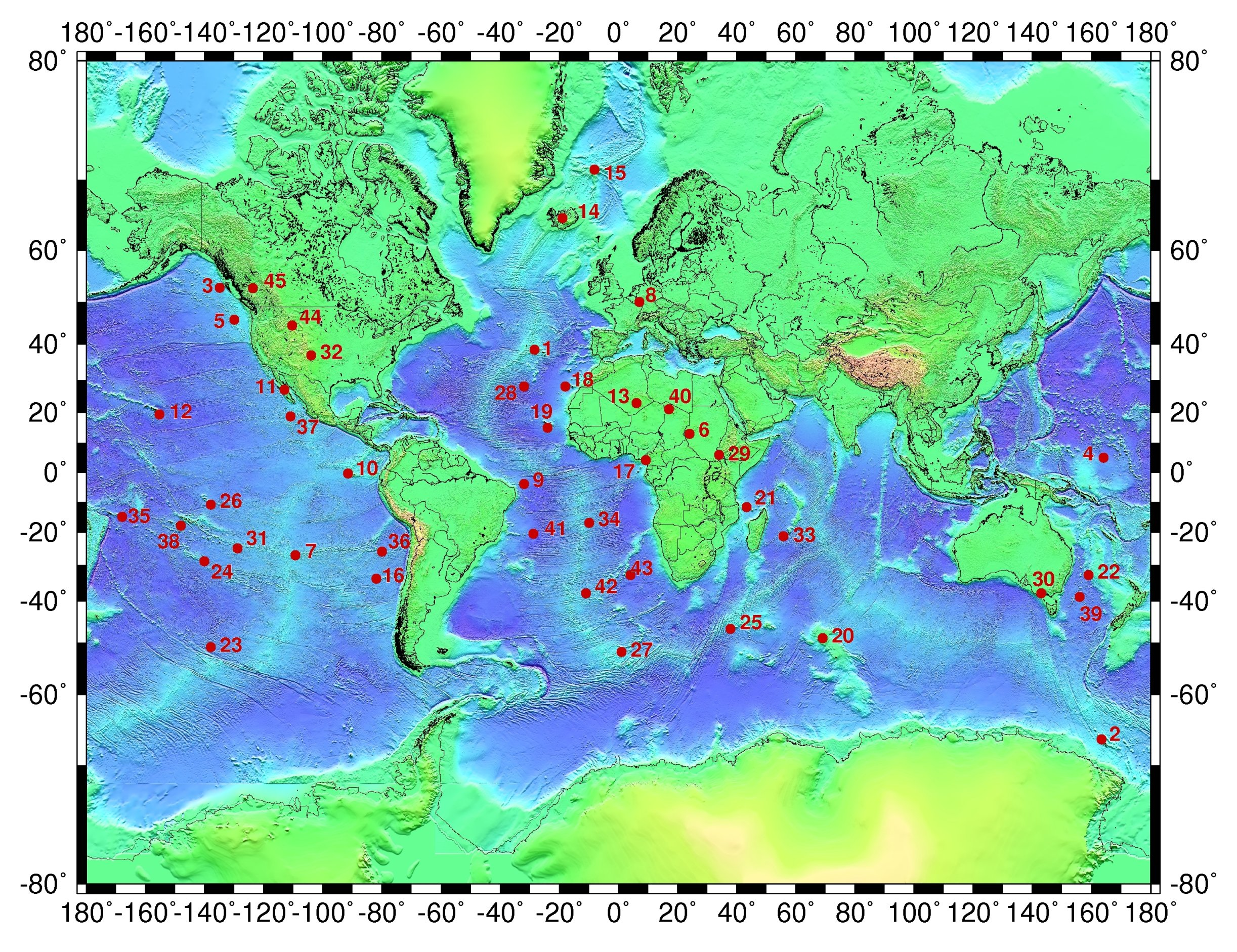
Weltkarte mit Markierung der Orte, unter denen Hotspots, und damit Mantel-Plumes, vermutet werden. Jedoch äußern sich nicht alle diese Hotspots aktuell durch intensiven Vulkanismus.

Mantel-Plume (kurz auch Plume, aus dem Englischen/Französischen für „buschige Feder“ oder „Rauchfahne“) bezeichnet eine für die Konvektion im Erdmantel vorgeschlagene Aufstiegsstruktur. Mantelplumes weisen in der Tiefe eine schlanke, schlauchartige Form auf und verbreitern sich bei Erreichen der starren Lithosphäre helmbuschartig oder pilzförmig. Im deutschen Sprachraum wird auch die Bezeichnung Manteldiapir (oder kurz Diapir) verwendet. Mantelplumes werden für eine besondere Form des Vulkanismus verantwortlich gemacht, der nicht an Plattengrenzen gebunden ist und als Hotspot-Vulkanismus bezeichnet wird.

## Geschichte des Plume-Konzepts

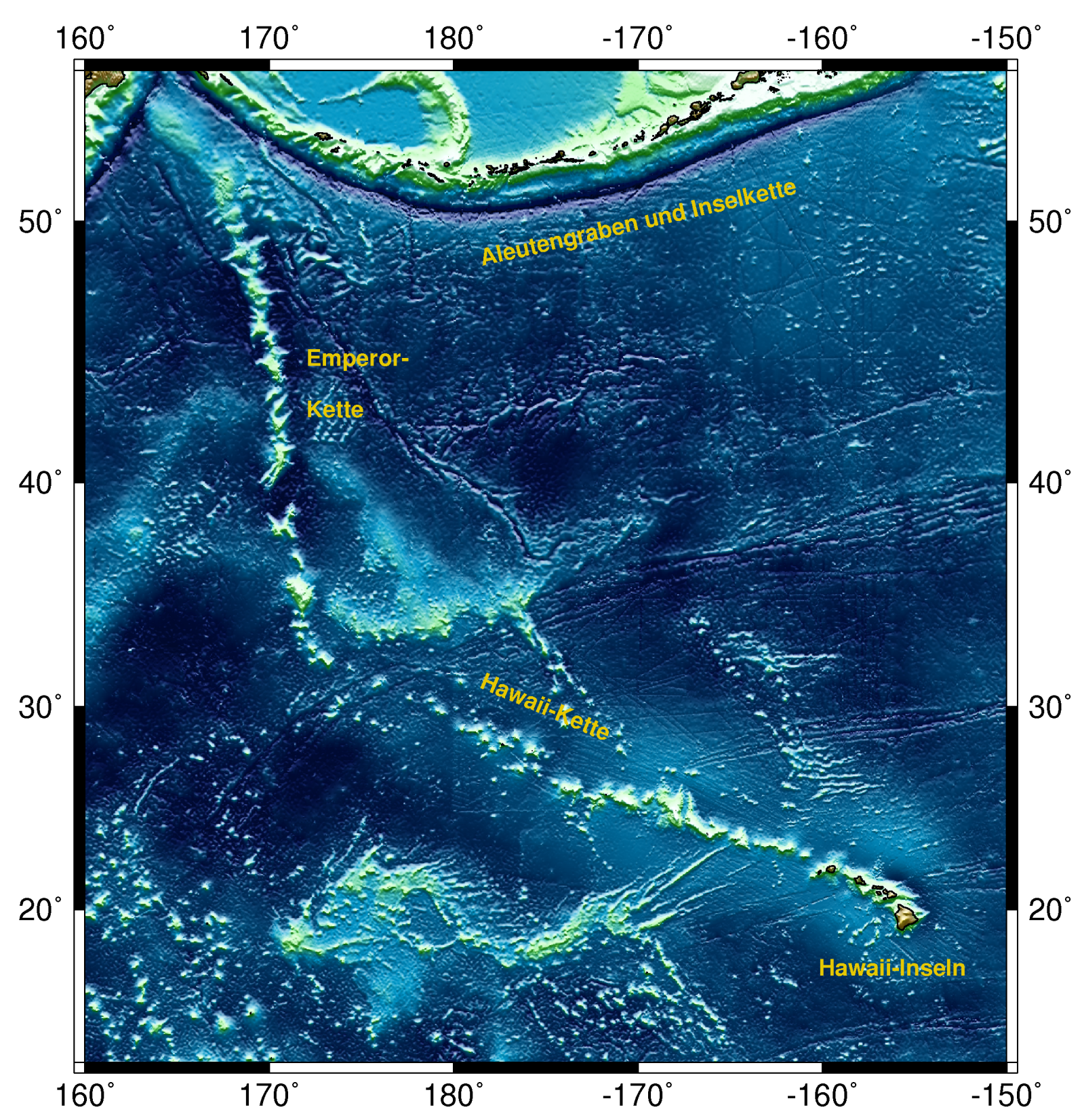
Die in ihrem älteren Abschnitt komplett unterseeische Hawaii-Emperor-Kette führte zur Entwicklung des Plumemodells

Die Modellvorstellung der Mantelplumes entstand in den 1960er und 70er Jahren. Vulkanismus ist ein geowissenschaftliches Phänomen, das überwiegend an aktiven Plattenrändern, also an Subduktions- und Rift- bzw. ozeanischen Spreizungszonen, auftritt. Die Entstehung des Magmas findet dabei in der Asthenosphäre, einer Zone des oberen Erdmantels, statt und ist durch die Plattentektonik physikalisch vollständig erklärbar. Unverständlich blieben jedoch die sogenannten Intraplattenvulkane, die unabhängig von Plattengrenzen an beliebigen Orten auftreten und durch das Konzept der Plattentektonik nicht erklärt werden konnten.
Die meisten aktiven Intraplattenvulkane sind in ozeanischen Gebieten zu beobachten, oft in Verbindung mit geradlinigen Insel- und Seamount-Ketten. Eines der bekanntesten Beispiele hierfür ist der Hawaii-Archipel, dessen Inseln die jüngsten Glieder der sich bis in den äußersten Nordwesten des Pazifikbeckens erstreckenden Hawaii-Emperor-Insel-Seamount-Kette darstellen. Altersdatierungen der Lavagesteine der Hawaii-Inseln zeigten, dass die Inseln mit zunehmender Entfernung vom heute aktiven Zentrum des Vulkanismus kontinuierlich älter werden. John Tuzo Wilson leitete 1963 aus dieser Beobachtung einen Zusammenhang zwischen dem Vulkanismus und der Drift der Platten ab und folgerte, dass die Quellregion des Magmas wesentlich tiefer im Inneren der Erde liegen muss als bei gewöhnlichen Vulkanen. Die tiefe Quelle versorgt demnach den aktiven Vulkan, der jedoch mit der Lithosphärenplatte, auf der er sich befindet, durch die Plattenbewegung fortgetragen wird, bis er durch die ortsfeste tiefe Magmaquelle nicht mehr gespeist werden kann. Stattdessen entsteht ein neuer Vulkan, der wiederum nach einiger Zeit erlischt, wenn auch er sich zu weit von der Quellregion entfernt hat. Über geologische Zeiträume entsteht so eine Inselkette, die die Bewegungsrichtung der Platte nachzeichnet.
Das Konzept wurde 1971 durch den Geophysiker W. Jason Morgan erweitert und verbessert. Morgan postulierte, dass die tiefen Magmaquellen, die er Hot Spots („heiße Flecken“) nennt, mit aufströmenden Plumes im Zusammenhang stehen, die Ausdruck von Konvektionsvorgängen im unteren Mantel sind. Mit dieser Annahme konnte er gleichzeitig eine weitere Beobachtung erklären, nämlich dass die Basalte, die durch den Hotspot-Vulkanismus gefördert werden, eine etwas andere chemische Zusammensetzung zeigen als jene, die an Mittelozeanischen Rücken entstehen. Das Konzept erlangte in den 1980er und 1990er Jahren allgemeine Akzeptanz und ist anhand von Erkenntnissen aus Laborversuchen, Computersimulationen und seismologischen Untersuchungen kontinuierlich weiterentwickelt worden.
Seit Beginn des 21. Jahrhunderts entwickelte sich um Plumes eine Paradigmendebatte „The great plume debate“, in der die Plume-Hypothese angezweifelt und u. a. der neueren Platten-Hypothese gegenübergestellt wurde („Plates vs. Plumes“). Anlass ist, dass die Mantelplume-Hypothese seit ihrer Einführung im Jahr 1971 nicht dazu geeignet war, zuverlässige Vorhersagen zu treffen, und daher situativ immer wieder an beobachtete Hotspots angepasst wurde. Mit der Zeit entwickelte sich das Konzept eines Plumes mit der wachsenden Anzahl von Modellen zu einer schwach definierten Hypothese, die als allgemeiner Begriff derzeit weder beweisbar noch widerlegbar ist.

## Physikalischer Hintergrund

### Entstehung und Entwicklung von Plumes

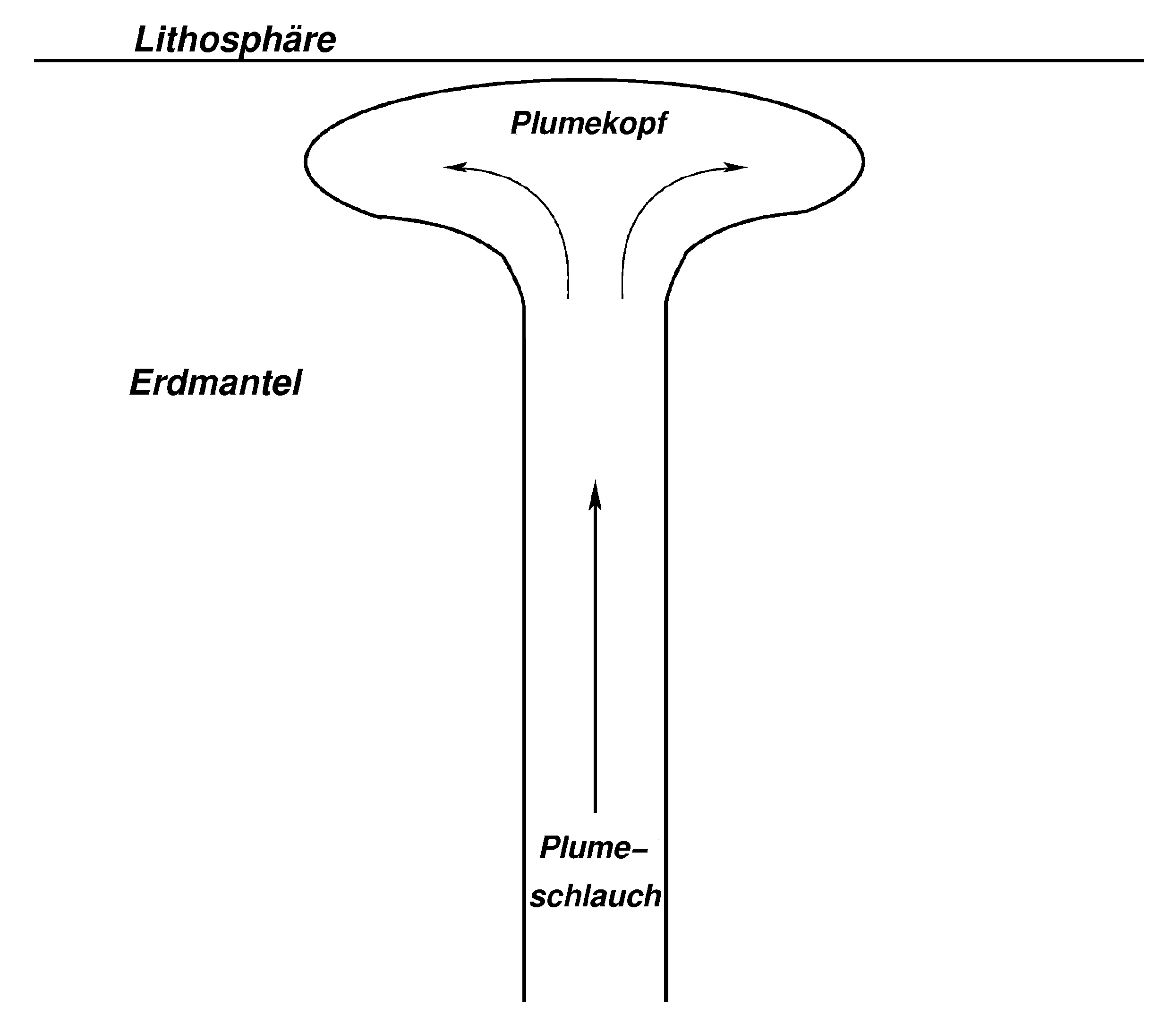
Mantelplume, schematisch

Plumes sind aufsteigende Ströme heißen Materials aus dem tiefen Erdmantel, die sich in Form einer schmalen Säule zur Erdoberfläche bewegen. Durch sie wird Material aus der Tiefe an die Erdoberfläche transportiert, während an anderer Stelle Material durch die Subduktion in die Tiefe transportiert wird. Somit tragen Plumes zum Ausgleich der Massenbilanz bei und stellen daher einen wichtigen Teil der Mantelkonvektion dar.
Mantelplumes entstehen nach heutigem Wissen aus Instabilitäten einer thermischen Grenzschicht. Eine solche stellt u. a. die sogenannte D"-Schicht in rund 2900 km Tiefe dar, eine Übergangszone zwischen dem flüssigen äußeren Erdkern und dem untersten Erdmantel. Diese Grenzschicht wurde über lange Jahre als die Quellregion aller beobachteten Mantelplumes diskutiert. Neuere Untersuchungen lassen jedoch vermuten, dass wenigstens ein Teil der heute postulierten Plumes in oder direkt unterhalb der Mantelübergangszone (410 km bis 660 km Tiefe) entstehen. Diese Zone, die den Übergang vom unteren zum oberen Mantel bildet, wird über Phasentransformationen des Minerals Olivin definiert. Der endotherme Charakter der 660-km-Diskontinuität, also der unteren Grenzschicht der Übergangszone, behindert den Aufstieg des Plumematerials und könnte als Barriere fungieren, unterhalb der sich das Material aufstaut und somit eine weitere thermische Grenzschicht erzeugt. Mantelplumes geringeren Durchmessers wären demnach nicht in der Lage, in den oberen Mantel einzudringen, während Plumes mit großem Durchmesser genügend Auftrieb hätten, ihren Aufstieg fortzusetzen.
Nachdem ein Plume den zähplastischen Erdmantel durchquert hat, trifft das Material im oberen Bereich auf die festere Lithosphäre auf, unterhalb derer es sich pilzförmig in alle Richtungen ausbreitet. Das heiße Plume-Material heizt den sublithosphärischen Mantel so weit auf, dass die Soliduskurve des Mantelgesteins überschritten wird, d. h. seine Temperatur steigt über den Wert, bei dem Teile des Mantelgesteins unter dem herrschenden Druck zu schmelzen beginnen. Je weiter der Plume aufsteigt, desto mehr Material schmilzt infolge des abnehmenden Druckes auf. Die Schmelze (Magma) strömt durch bestehende Klüfte und ein Netzwerk der durch das Schmelzen gebildeten Gesteinsporen im Muttergestein aufwärts, da sie eine geringere Dichte hat als das Gesteinsresiduum und zudem durch mechanische Spannungen im Muttergestein und den Auflastdruck ausgepresst wird. Dem Druck- und Dichtegradienten weiter folgend, wandert sie im Kluftraum durch die Lithosphäre bis in die Erdkruste, wo sie sich in einer Magmakammer sammelt. Wächst der Druck in der Magmakammer auf ein ausreichendes Maß an, kann die Schmelze schließlich bis zur Erdoberfläche aufdringen und dort einen intensiven Hotspot-Vulkanismus verursachen.

### Erforschung
Aufgrund der großen Tiefe entzieht sich die Quellregion der Mantelplumes einer direkten Beobachtung. Ihre Entstehung und ihr Aufsteigen können daher nur indirekt untersucht und erforscht werden. Wichtige Werkzeuge, die zum heutigen Bild der Mantelplumes geführt haben, sind numerische Modellierungen und Laborversuche. Modellierungen berechnen aus bekannten oder abgeleiteten physikalischen Parametern des Materials wie z. B. der Dichte oder der Viskosität in Verbindung mit fluiddynamischen Gesetzen die zeitliche Entwicklung eines aufsteigenden Plumes sowie dessen Wirkung auf das umgebende Gestein. In Laborversuchen wird hingegen die Entwicklung von aufsteigenden Plumes in stark verkleinertem Maßstab untersucht. Hierzu wird die Situation im Erdinneren simuliert, indem zähplastische Flüssigkeiten mit vergleichbaren Viskositäten von unten erhitzt werden, was zur Entstehung von Instabilitäten und Aufströmen führt. Ergebnisse beider Methoden liefern Anhaltspunkte zur Interpretation realer seismologischer Beobachtungen, die auf Effekte von Plumes zurückgeführt werden.
Geeignete seismologische Untersuchungsmethoden für die thermisch bedingten Effekte sind zum Beispiel die seismische Tomographie und die Receiver Functions. So ist die Tomographie in der Lage, die durch den heißen Aufstrom verursachte Verminderungen der Ausbreitungsgeschwindigkeiten seismischer Wellen im Erdinneren aufzuspüren und deren grobe dreidimensionale Struktur aufzuzeigen. Die Receiver-Function-Methode hingegen wird eingesetzt, um Tiefenänderungen seismischer Grenzschichten zu kartieren, die ebenfalls durch die stark erhöhte Temperatur verursacht werden.

### Gestalt und sekundäre Effekte
Aus der Kombination solcher Untersuchungen wird heute zurückgeschlossen, dass der schmale Schlauch eines Plumes in der Regel einen Durchmesser von einigen zehn bis wenige hundert Kilometern aufweist, während sich der Plumekopf über weitaus größere Flächen ausbreiten kann. Aus den Ergebnissen der Forschung wird weiter abgeleitet, dass die Temperatur des Aufstroms 100 °C bis 300 °C höher liegt als die des umgebenden Materials. Mit dem Auftreten von Mantelplumes sind eine Reihe beobachtbarer geophysikalischer Effekte verknüpft, die wissenschaftliche Erkenntnisse liefern und zur Identifizierung von Plumes und deren oberflächlichen Erscheinungsbildes, den Hotspots, beitragen.

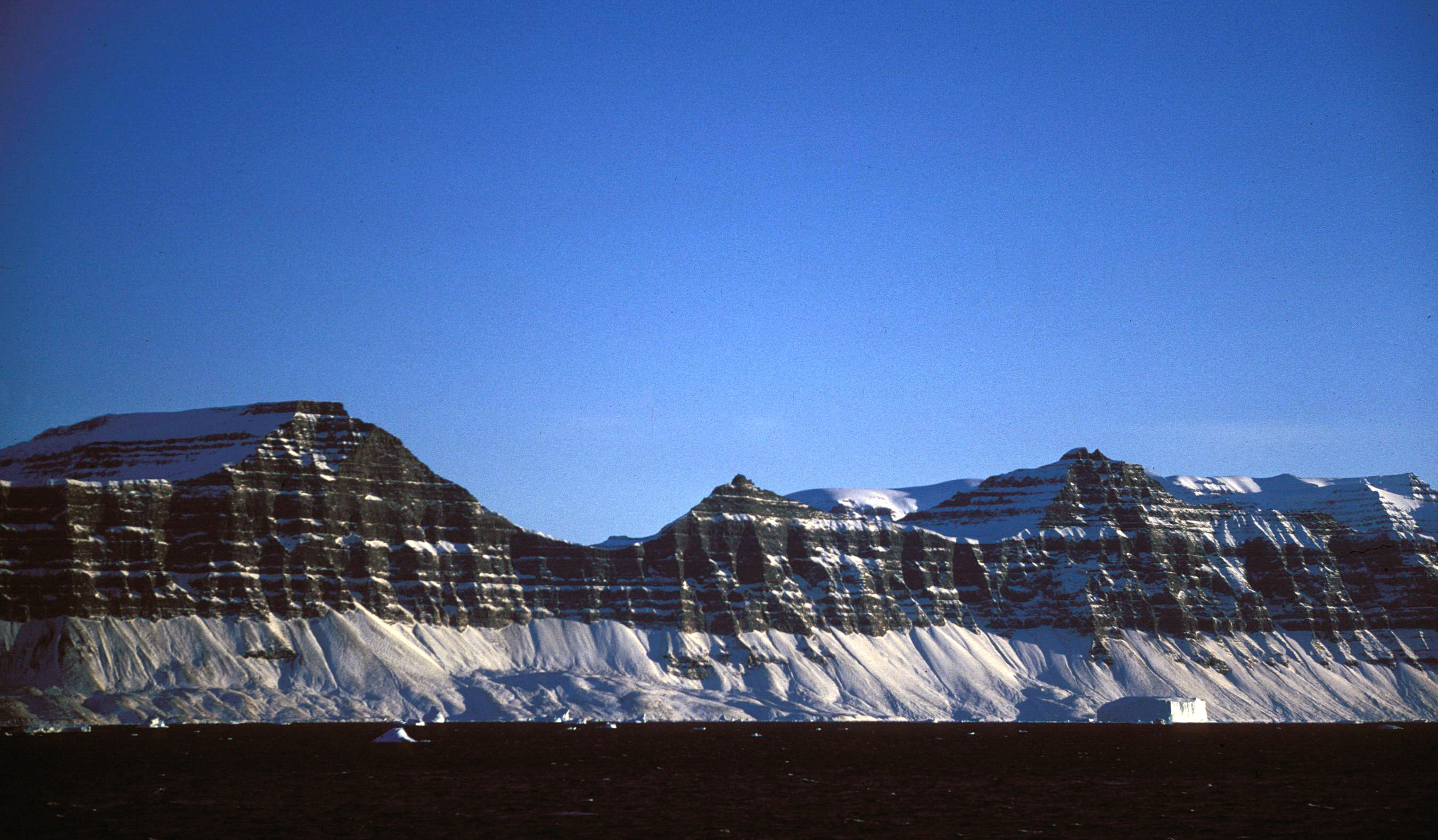
Die Flutbasalte an der Ostküste Grönlands am Scoresbysund werden mit der Öffnung des Atlantik assoziiert und stehen vermutlich in Zusammenhang mit dem Kopf des heutigen Island-Plumes

Das auffälligste unmittelbar sichtbare Phänomen ist in ozeanischen Gebieten die Ausbildung einer linearen Kette von vulkanischen Inseln und Seamounts, die letztlich zur Entwicklung des Plumemodells geführt haben. Auf Kontinenten können entsprechende Vulkanketten entstehen. Nach heutiger Ansicht werden auch Flutbasaltregionen (Large Igneous Provinces) als Zeichen von Plumeaktivität gewertet: Erreicht der niederviskose Plumekopf die Lithosphäre, kann es zu großflächiger vulkanischer Aktivität kommen, bei der in vergleichbarer Zeit wesentlich größere Mengen Magma gefördert werden als bei herkömmlichem Vulkanismus. Im späteren Stadium hingegen hinterlässt der Plumeschlauch die vergleichsweise kleinräumig ausgeprägte Vulkankette. Die Assoziation von Flutbasaltregionen mit dem Auftreffen des Plumekopfes hat Folgen auch für die Theorie der sogenannten Superplumes. Diese ungewöhnlich großräumigen, jedoch kurzlebigen Plumeereignisse wurden postuliert, um die Existenz der enorm mächtigen Flutbasaltprovinzen wie etwa den Dekkan-Trapp in Vorderindien zu erklären. Mit dem Konzept des auftreffenden Plumekopfes ist jedoch bereits eine hinlängliche Erklärung möglich. Folgerichtig werden die Dekkan-Trapp-Basalte heute mit dem Réunion-Hotspot in Verbindung gebracht, auch wenn diese Interpretation nicht unumstritten ist. Weitere Flutbasaltregionen sind z. B. die Paraná-Basalte in Brasilien (zum Trindade-Hotspot), der Sibirische Trapp im Norden Russlands oder der Emeishan-Trapp in China. Mit den beiden letzten ist kein Mantelplume assoziiert, aufgrund ihres hohen Alters (Perm) ist jedoch unwahrscheinlich, dass die verursachenden Plumes heute noch existieren.

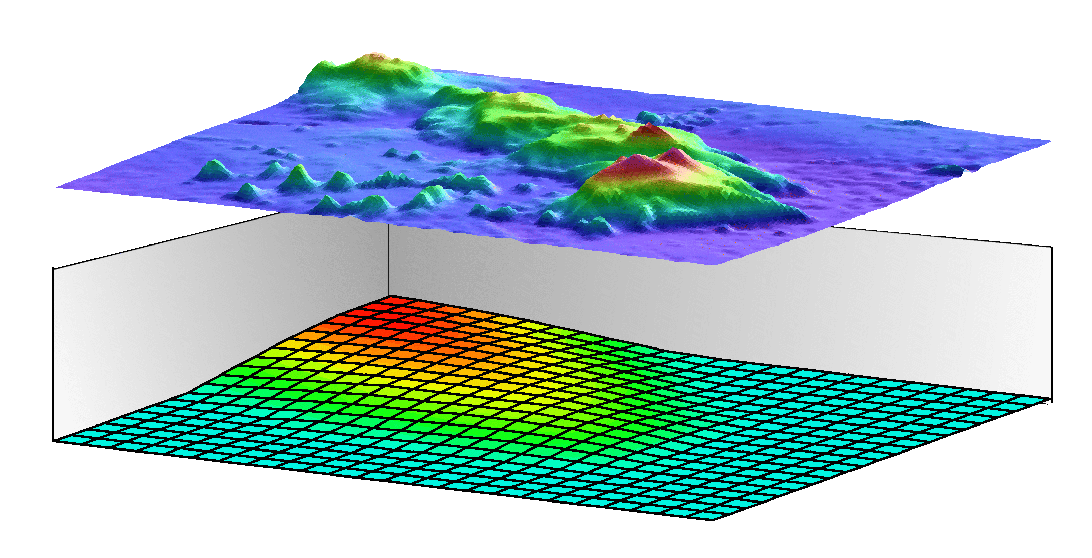
Auswirkung der thermischen Beeinflussung der Lithosphären-Asthenosphären-Grenze unter Hawaii durch die Interaktion mit dem heißen Aufstrom des Mantelplumes: Mit fortschreitender Zeit (ältere Inseln, hinten) wird die Lithosphäre immer weiter ausgedünnt.

Ein weiterer messbarer Effekt von Plumes ist die Ausbildung einer topografischen Schwelle im Umfeld des rezenten Hotspot-Vulkanimus, sowie eine regionale Anhebung des Geoids. Ein solches Phänomen wurde am Beispiel des Hawaii-Hotspots (in der Abbildung der Hawaii-Emperor-Kette oben durch die helleren Blautöne angedeutet) untersucht. Ursprünglich wurde das Geoid-Hoch mit einem Aufstieg bedingt durch einfache thermische Expansion erklärt, Wärmeflussmessungen und der geologisch kurze Zeitraum des Aufstiegs zeigen jedoch, dass diese Erklärung allein nicht ausreicht. Ein zusätzlicher Effekt kommt durch den Aufstrom des Plumes selbst zustande, der zu einer dynamischen Hebung führt.
Auswirkungen, die indirekt mit seismologischen Methoden nachweisbar sind, hat die Gegenwart eines heißen Aufstroms auch im Inneren der Erde: So führt die erhöhte Temperatur – wie im vorherigen Abschnitt erläutert – zu einer Abnahme der seismischen Geschwindigkeiten, zur Veränderung der Tiefenlage der 410-km-, der 660-km-Diskontinuitäten der Mantelübergangszone, sowie auch der Lithosphären-Asthenosphären-Grenze (Abbildung rechts).

## Superplumes
Nach einer Ende der 1980er und Anfang der 1990er Jahre veröffentlichten Theorie von Robert Sheridan (Rutgers University) und Roger Larson (University of Rhode Island) haben sich in der Kreidezeit großräumige Superplume-Aktivitäten abgespielt. Das Zentrum der Aktivitäten lag nach dieser Theorie unter dem Westpazifik. Das betroffene Gebiet hat einen Durchmesser von mehreren tausend Kilometern, ein Zehnfaches der nach gängigen Modellen durch Plumes betroffenen Flächen. Aus diesem Grund wurde das Phänomen von Larson Superplume genannt.
Sheridan und Larson entwickelten ihre Vorstellung von Superplume-Aktivität vor 120 Millionen Jahren aufgrund folgender Indizien:
- verstärkte eustatische Meeresspiegelschwankungen
- verstärkte Produktion ozeanischer Kruste
- verstärkte spreading-Raten des Ozeanbodens
- Ausbleiben von Umpolungen des Erdmagnetfeldes während der betreffenden Zeit
- Anstieg der globalen Temperaturen
- zunehmende Entstehung von Schwarzschiefersedimenten
- verstärkte Erdölbildung
- Aufstieg der Karbonatkompensationstiefe.

Als heute noch sichtbare Überreste dieses Ereignisses führte Larson den sogenannten South Pacific Superswell an, einen ausgedehnten Bereich anormal dünner Ozeankruste und erhöhten Wärmeflusses im Südpazifik.
Weitere Aktivitäten von Superplumes wurden für den Jura, den Übergang vom Karbon zum Perm sowie für Proterozoikum und Archaikum postuliert. Einige Theorien führen auch vulkanische Phänomene auf anderen Himmelskörpern auf die Aktivität von Superplumes zurück, so etwa die Entstehung der Tharsis-Vulkane auf dem Mars.

### Aktueller Forschungsstand
Die Theorie der Superplumes ist in Fachkreisen noch nicht allgemein anerkannt und bleibt Arbeitsgebiet aktueller Forschung. In den zurückliegenden Jahren wurde der Begriff mangels einer eindeutigen Definition in verschiedenen Wortbedeutungen gebraucht, was zusätzliche Irritation schuf. Superplumes wurden zum Beispiel postuliert als Erklärung für das Aufbrechen früherer Großkontinente wie z. B. Pangaea. Nachdem das Auftreten von massiven Flutbasaltprovinzen mittlerweile auch durch einfache Plumes beschrieben werden kann, wird die Bezeichnung Superplume in der jüngeren Literatur überwiegend nur noch für zwei Regionen verwendet, die sich aktuell durch besonders ausgedehnte Plume-Signaturen und damit verbundene Geoid-Hebungen auszeichnen. Eine davon ist die oben beschriebene South Pacific Superswell, die sich durch einen erhöhten Wärmefluss und vier Hotspots an der Oberfläche auszeichnet. Ein weiterer Superplume wird unter dem afrikanischen Kontinent vermutet, der sich als eine enorm großräumige Niedriggeschwindigkeitsstruktur unter dem südlichen Teil Afrikas darstellt. Diese seismologisch abgeleitete Struktur ragt ausgehend von der Kern-Mantel-Grenze ca. 1200 km vertikal auf und könnte eine ähnliche horizontale Ausdehnung erreichen.
Jüngere seismologische Studien zeigen öfter jedoch auch Strukturen innerhalb der hypothetischen Superplumes, die durch die technisch immer weiter verbesserten Messgeräte erst jetzt auflösbar werden. Die Bildung eines Superplumes aus einer Instabilität der D"-Schicht scheint aus fluiddynamischen Gesichtspunkten fragwürdig. Hingegen wird angenommen, dass benachbarte Manteldiapire durch die vom Aufstrom ausgelösten Zirkulationsströme dazu tendieren, sich aufeinander zuzubewegen. Denkbar ist daher, dass Superplumes tatsächlich eher eine Akkumulation normaler Mantelplumes sind. In einer früheren numerischen Modellierung wurde allerdings gezeigt, dass eine Platte relativ kühleren Materials, das durch Subduktion bis zur Kern-Mantel-Grenze gelangt ist, eine deutlich stärkere Instabilität erzeugen könnte. Dieses Modell wäre geeignet, ein großräumiges, katastrophales Superplume-Ereignis zu beschreiben.